# Kamakwie
Kamawie ist ein Ort in Sierra Leone und seit 2017 Verwaltungssitz des Distrikts Karene im Chiefdom Sella Limba in der Provinz North West. Die Einwohnerzahl (Stand 1985) beträgt etwa 6300.
Kamakwie verfügt über vier Grundschulen und zwei weiterführende Schulen sowie über ein Berufsbildungszentrum. Im Ort gibt es ein Krankenhaus.

## Galerie

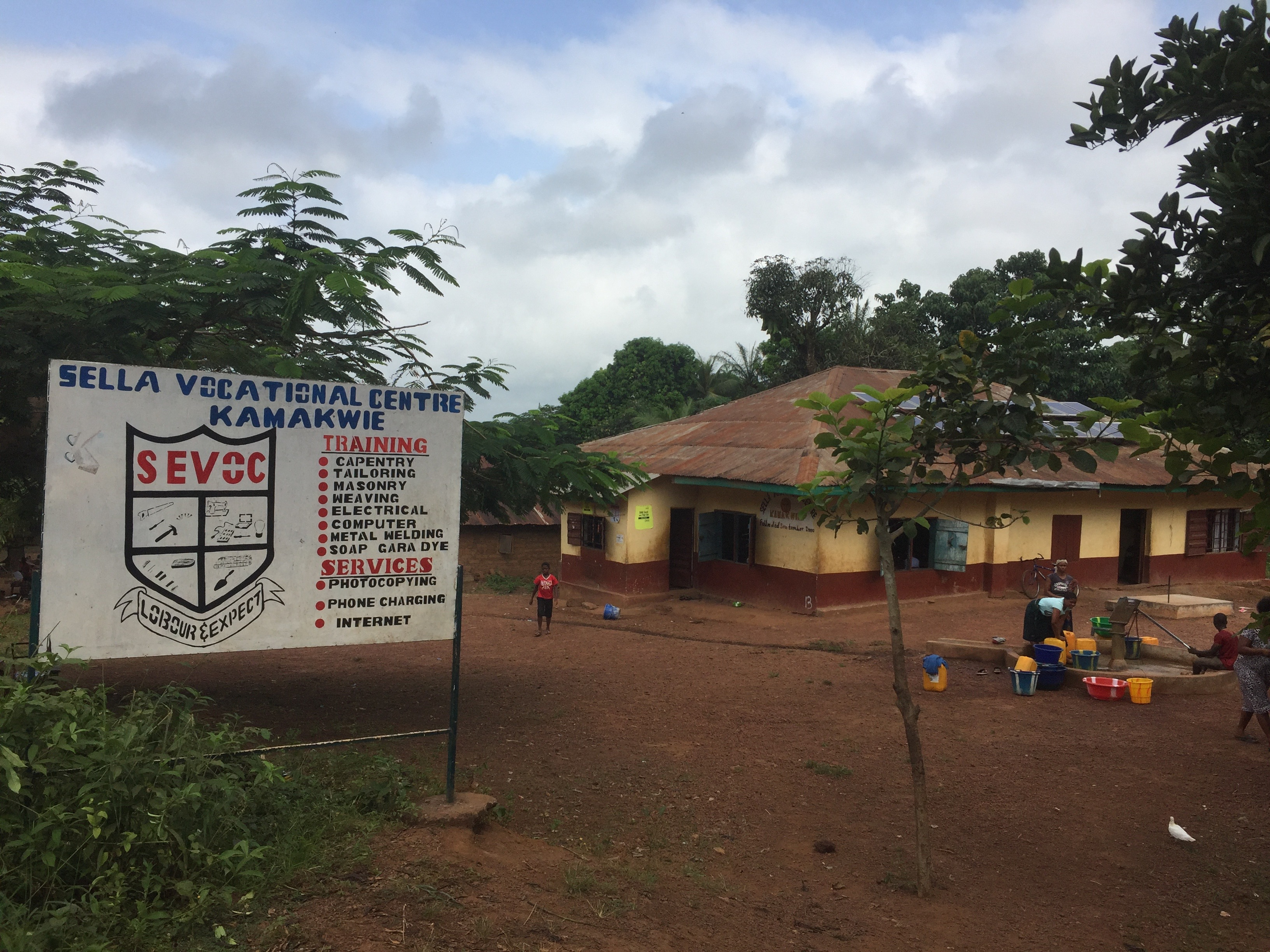
Berufsschule von Kamakwie
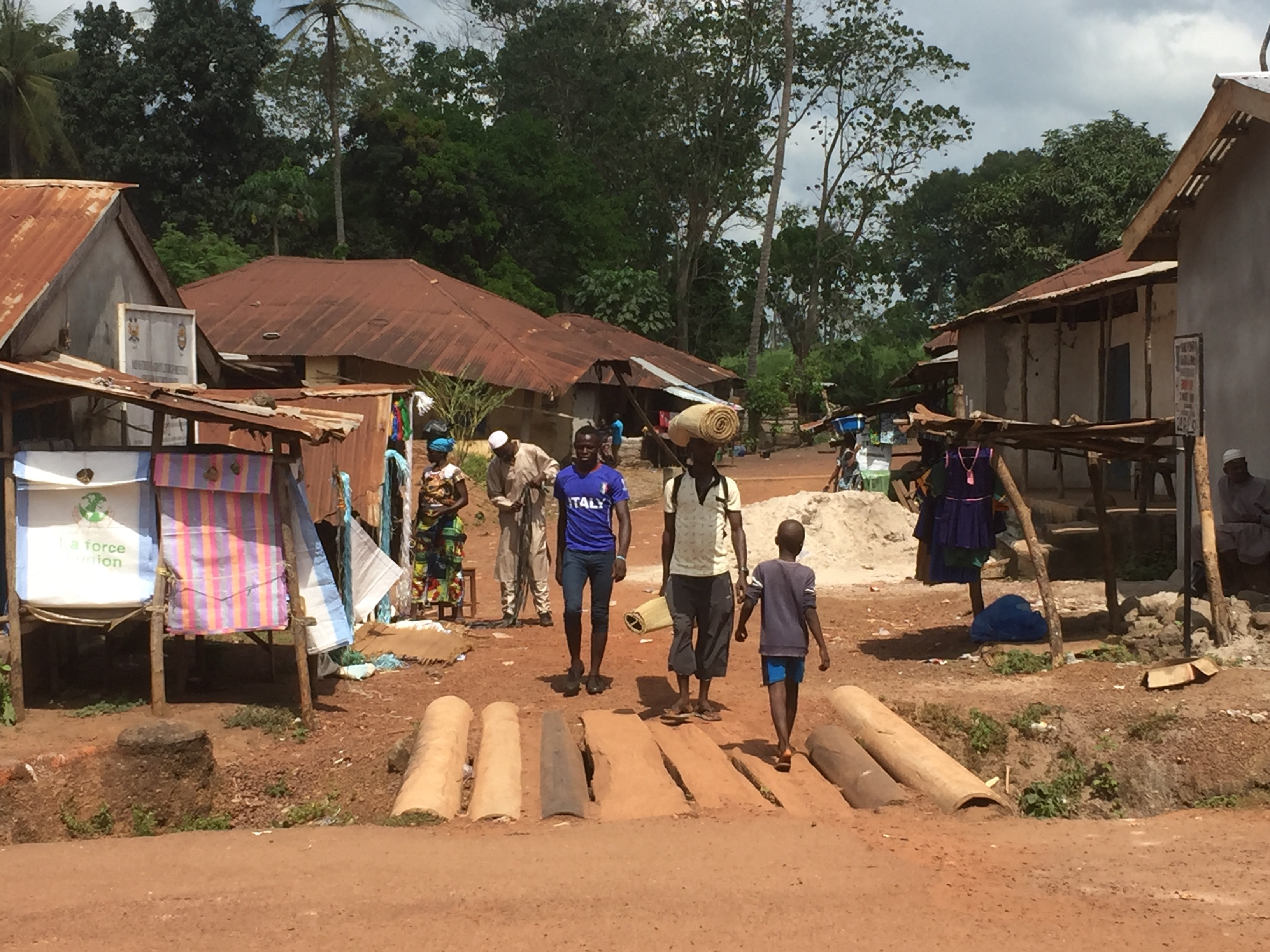
Straßenszene in Kamakwie